# Incles
Incles és un nucli de població oficial o veïnat de la parròquia de Canillo, al Principat d'Andorra. L'any 2023 tenia 510 habitants.

## Geografia

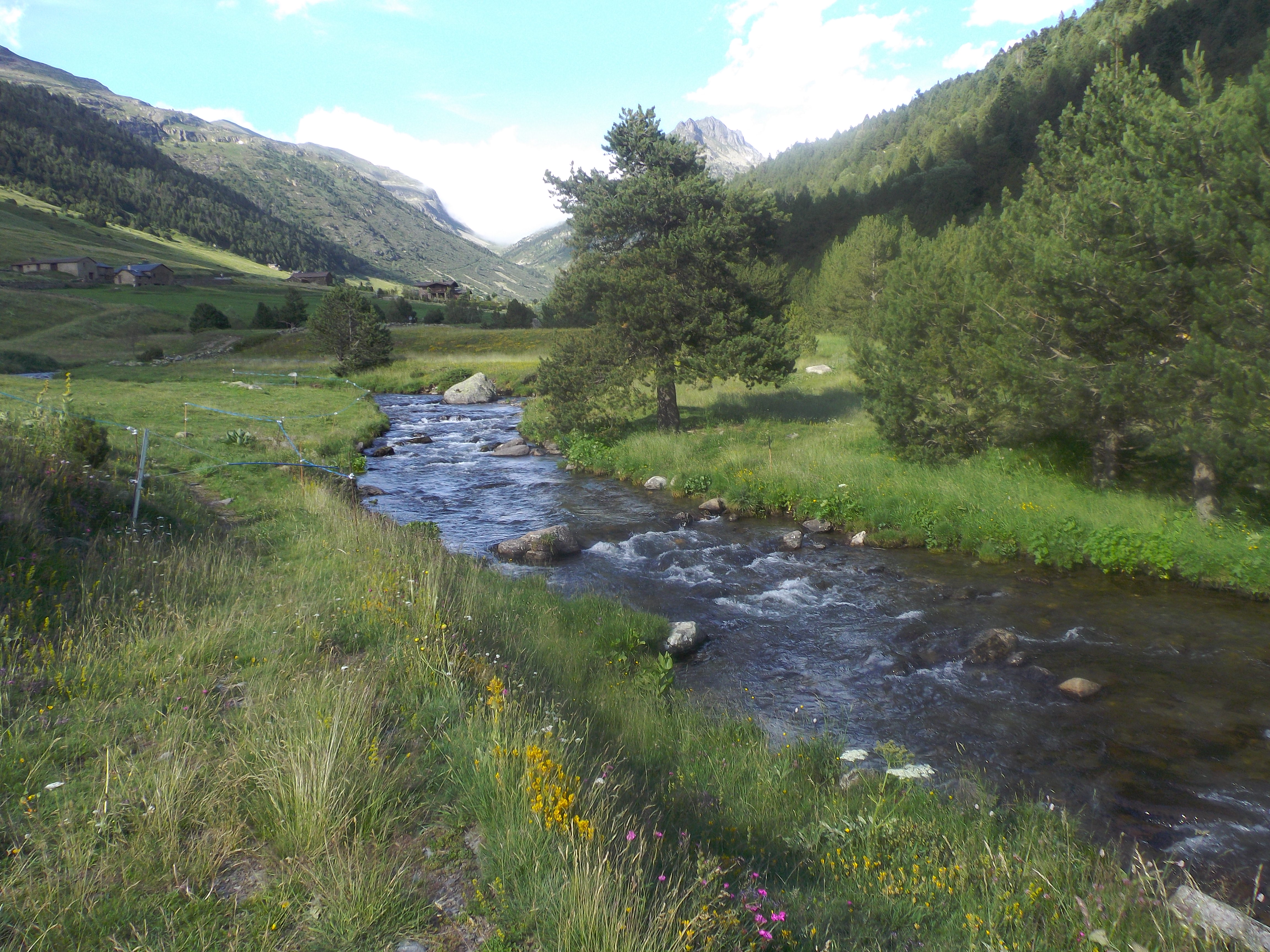
El riu i la vall a l'estiu

El poble d'Incles es troba al centre geogràfic de la parròquia de Canillo, a la marge dreta del riu d'Incles, prop del seu afluent, la Valira d'Orient, a 1.748 metres d'altitud sobre el nivell del mar. La vila constitueix el punt d'entrada a la vall d'Incles, la qual té una llargària de 6 quilòmetres amb una orientació cap al nord-est; la vall és un important lloc de senderisme al principat.
S'hi pot arribar al poble per la CS-270, la qual surt de la CG-2 al tram entre Soldeu i El Tarter; la vila s'hi troba a vora 17 quilòmetres de distància d'Andorra la Vella, la capital nacional i a 7 de la capital parroquial, Canillo.

## Història

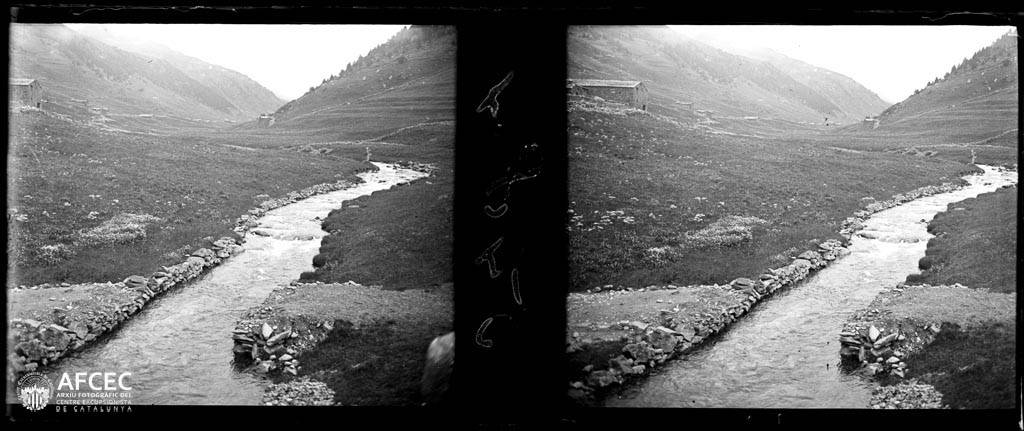
El riu d'Incles per la vall (1933)

Segons el lingüísta català Joan Coromines, el nom d'Incles és d'origen romà i derivat del d'insula (illa). Així, segons Coromines, el topònim hauria passat per les formes Insgla i Inscla, tot perdent la "s". Aquesta hipòtesi està fonamentada per la troballa del topònim de la vall a un document del 1399. Altre fet que contribueix a reforçar la hipòtesi és el topònim de l'estany de l'Isla (un dels estanys glaciars de la vall); a més, illa pot prendre el significat de "prat vora el riu", com ara al topònim andorrà d'Ansalonga (derivat d' Insula longa o illa llonga).

## Demografia
| Gràfica d'evolució de Incles entre 2010 i 2023 |
|                                                |

## Transport

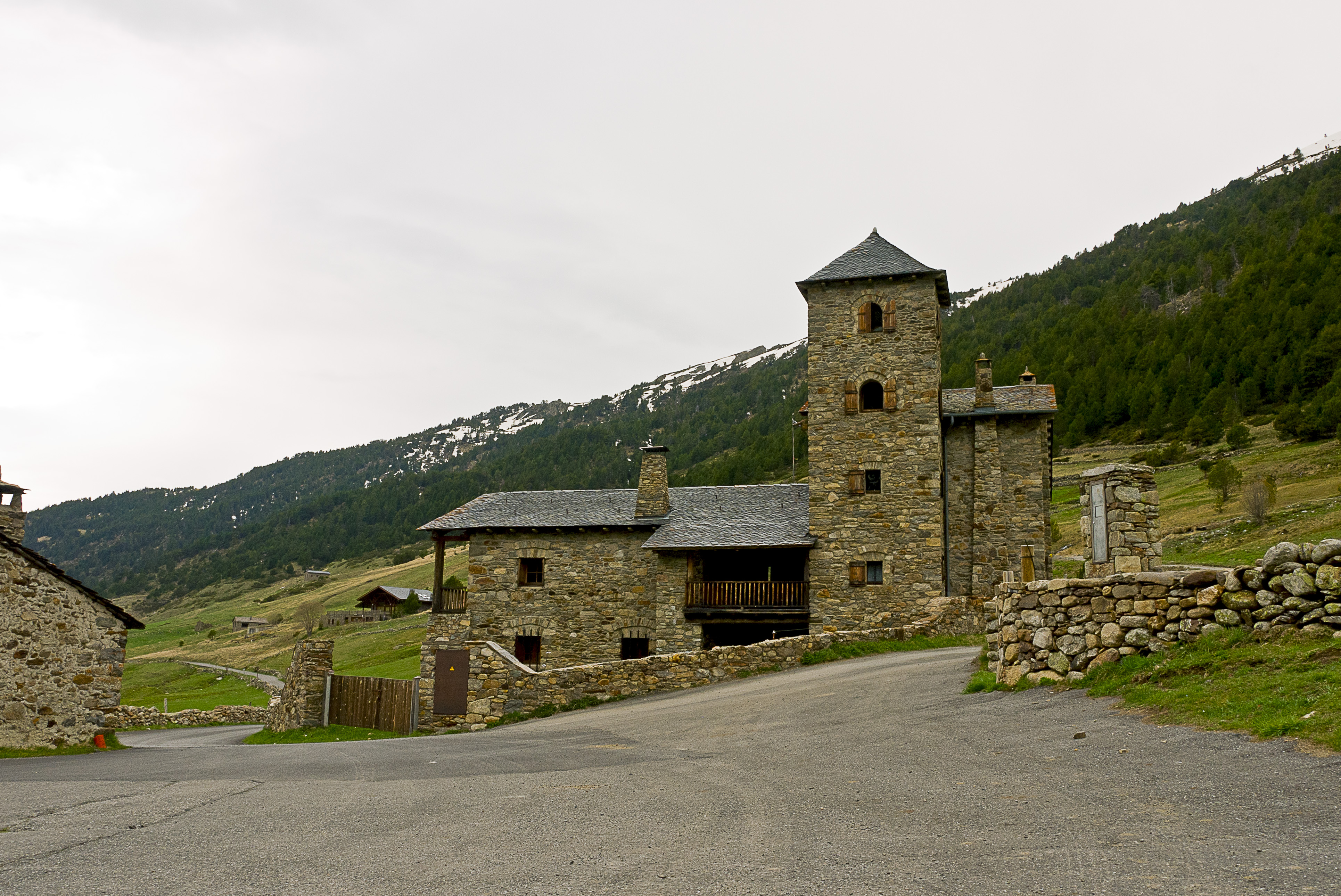
CS-270

### Carretera
- CG-2 - CS-270

### Públic
- Cooperativa Interurbana Andorrana (Coopalsa)[12]
  - Línia 3 (Andorra la Vella-Soldeu): 161/162 (Moles) - 163/164 (La Vall d'Incles) - 165/166 (Roc de Sant Miquel)
  - Línia 4 (Andorra la Vella-el Pas de la Casa): 161/162 (Moles) - 163/164 (La Vall d'Incles) - 165/166 (Roc de Sant Miquel)